# Jüdischer Friedhof Neheim

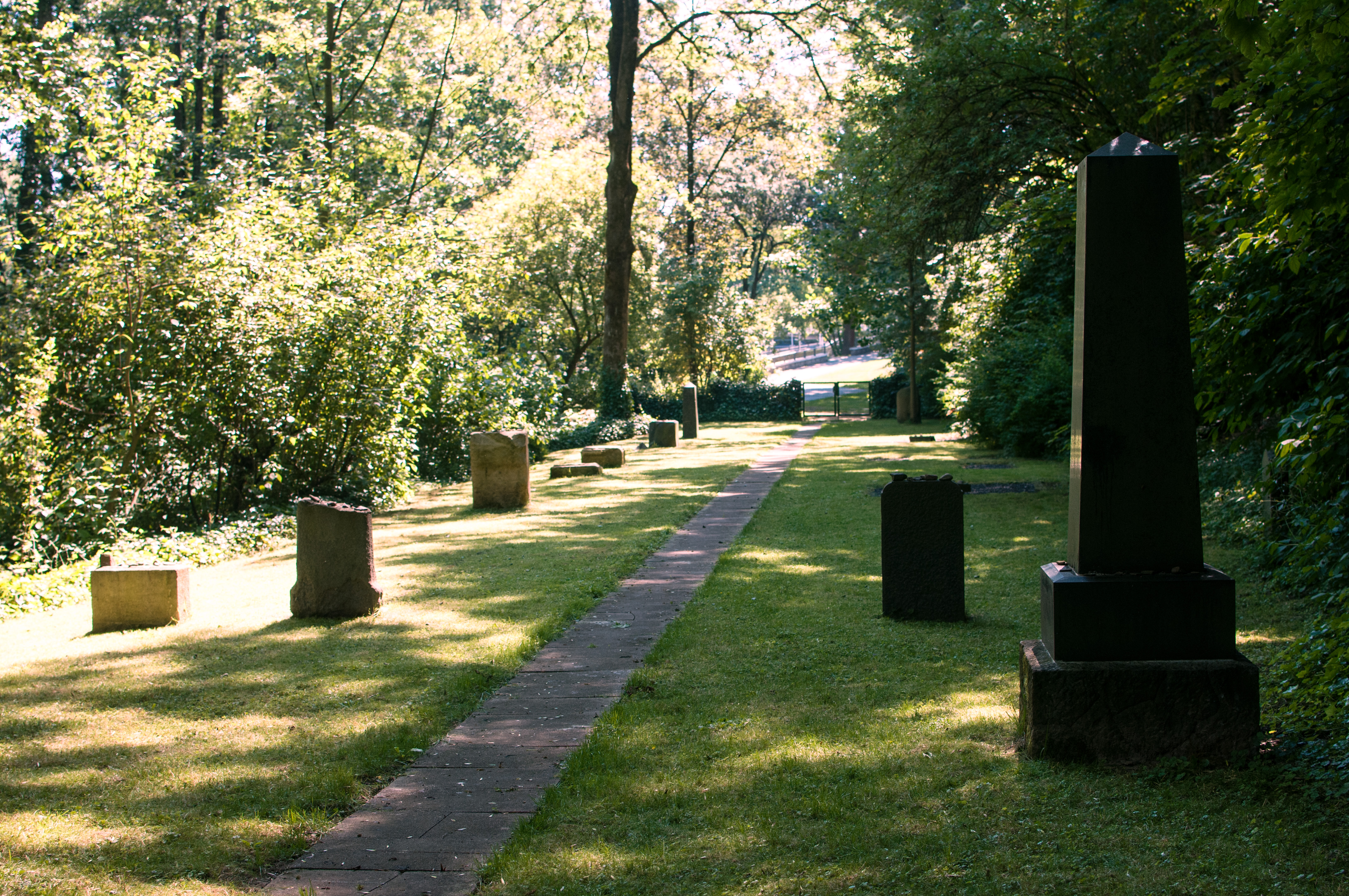
Überblick und schwarzer Obelisk

Der Jüdische Friedhof Neheim in Neheim (heute Stadtteil von Arnsberg, Hochsauerlandkreis, Nordrhein-Westfalen) wurde im 19. Jahrhundert angelegt. Er wurde durch die Möhnekatastrophe 1943 weitgehend zerstört und konnte nach dem Zweiten Weltkrieg nur in beschränktem Umfang restauriert werden.

## Geschichte
Die Anfänge des Friedhofs sind etwas unklar. Dies gilt insbesondere für einen Satz in der Friedhofsordnung von 1890, die Noa Wolff als Vorsteher der jüdischen Gemeinde beim Bürgermeister der Stadt zur Genehmigung vorlegte. Darin hieß es: „Die Benutzung dieses israelitischen Begräbnisplatzes reicht in langjähriger Zeit hinauf und existierte sicherlich schon zur Zeit, wo Neheim unter Großherzoglicher, städtischer Regierung stand.“ Die damit gemeinte hessische Zeit dauerte von 1803 bis 1816. Der Satz wurde allerdings in dem Text wieder gestrichen. Michael Senger gibt 1835 als Eröffnungsjahr an. Nach anderen Angaben wurde der Friedhof erst um 1850 von der jüdischen Gemeinde Neheim eingerichtet.
Eine erste bekannte Bestattung fand 1860 statt. Die letzte erfolgte 1939. Danach soll es in den folgenden Jahren aber noch zwei weitere Beerdigungen gegeben haben. Mit dem Holocaust endete die Bestattungstradition. Bereits im Jahr 1942 gab es keine jüdische Einwohner mehr in der Stadt.
Der Friedhof liegt zwischen dem Ufer der Möhne und der Mendener Straße in der Nähe der heutigen Graf-Gottfried-Schule. Durch Hochwasser des Flusses wurde er fast regelmäßig  überschwemmt. Der Friedhof war vermutlich zweireihig mit einem Weg in der Mitte angelegt. In Richtung des Flusses gab es gemauerte Grüfte.
Im Zuge der Möhnekatastrophe wurde der Friedhof durch die Wassermassen stark zerstört. Viele Grabmale wurden weg geschwemmt oder zerbrochen. Die Grüfte wurden vollständig zerstört. Die letzten Mauerreste wurden 1950 im Zuge der Regulierung des Flusses beseitigt.
Nur etwa 11 Grabmonumente blieben erhalten oder wurden nach dem Zweiten Weltkrieg wieder aufgestellt. Unter ihnen ist ein etwa 2 m hoher Obelisk aus geschliffenen schwarzen Marmor.
In den letzten Jahren wurden unter anderem die Grabdenkmäler des Neheimer Ehrenbürgers Noa Wolff (gestorben 1905) und seiner Frau Betty (gestorben 1875) bei den Arbeiten zur Renaturierung der Ruhr wiederentdeckt. Insgesamt konnten fünf Grabsteine gefunden und auf dem Friedhof am 70. Jahrestag der Möhnekatastrophe durch den Heimatbund Neheim-Hüsten wieder aufgestellt werden.
Neben den erhaltenen oder wieder aufgestellten Grabsteinen steht auf dem Friedhof auch ein Gedenkstein für die jüdischen Opfer des Holocaust in Neheim aus Neheim. Der Friedhof ist unter der Nummer DL 347 in die Denkmalliste der Stadt Arnsberg aufgenommen.

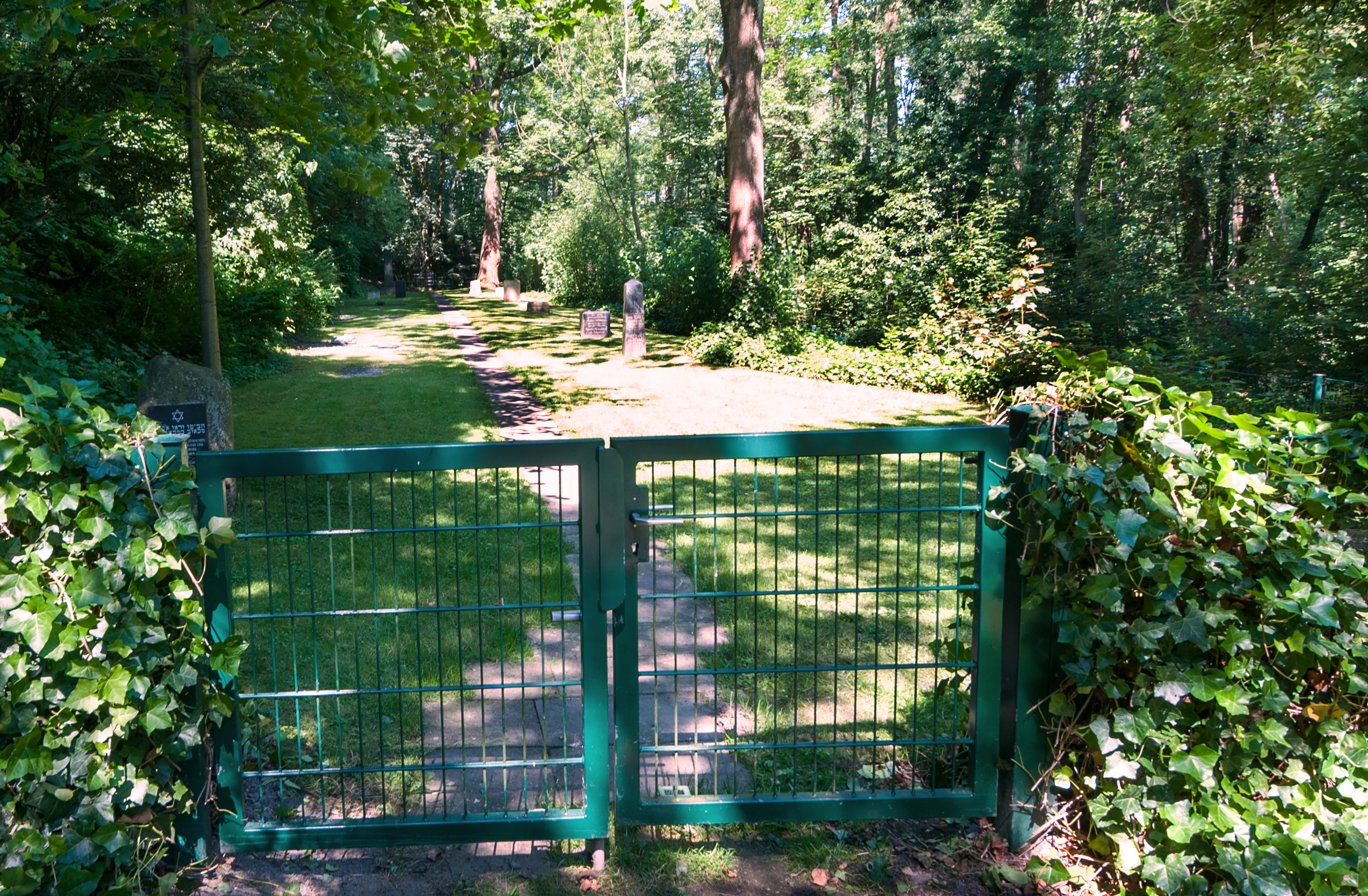
Eingang
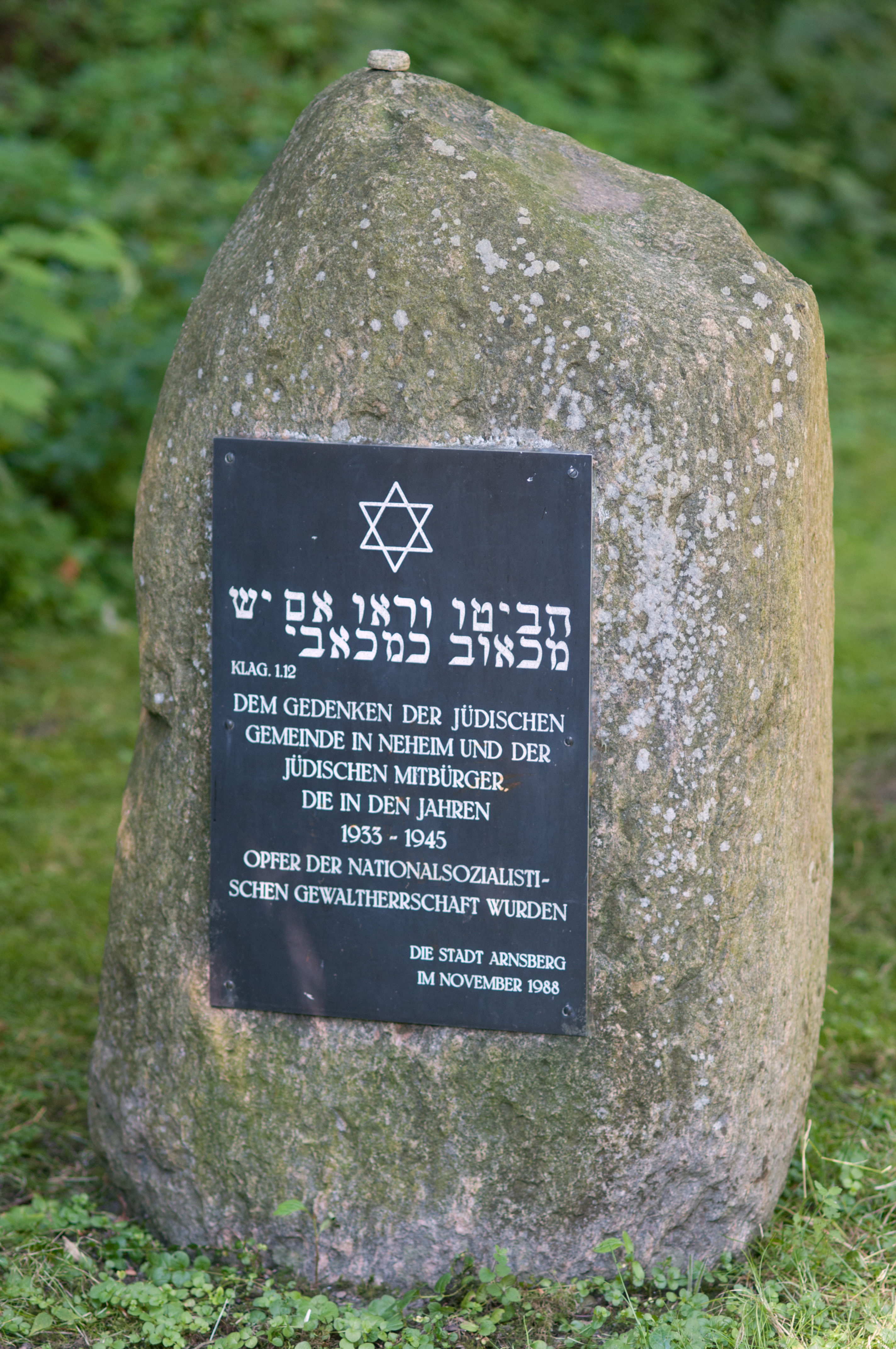
Gedenkstein der Stadt Arnsberg
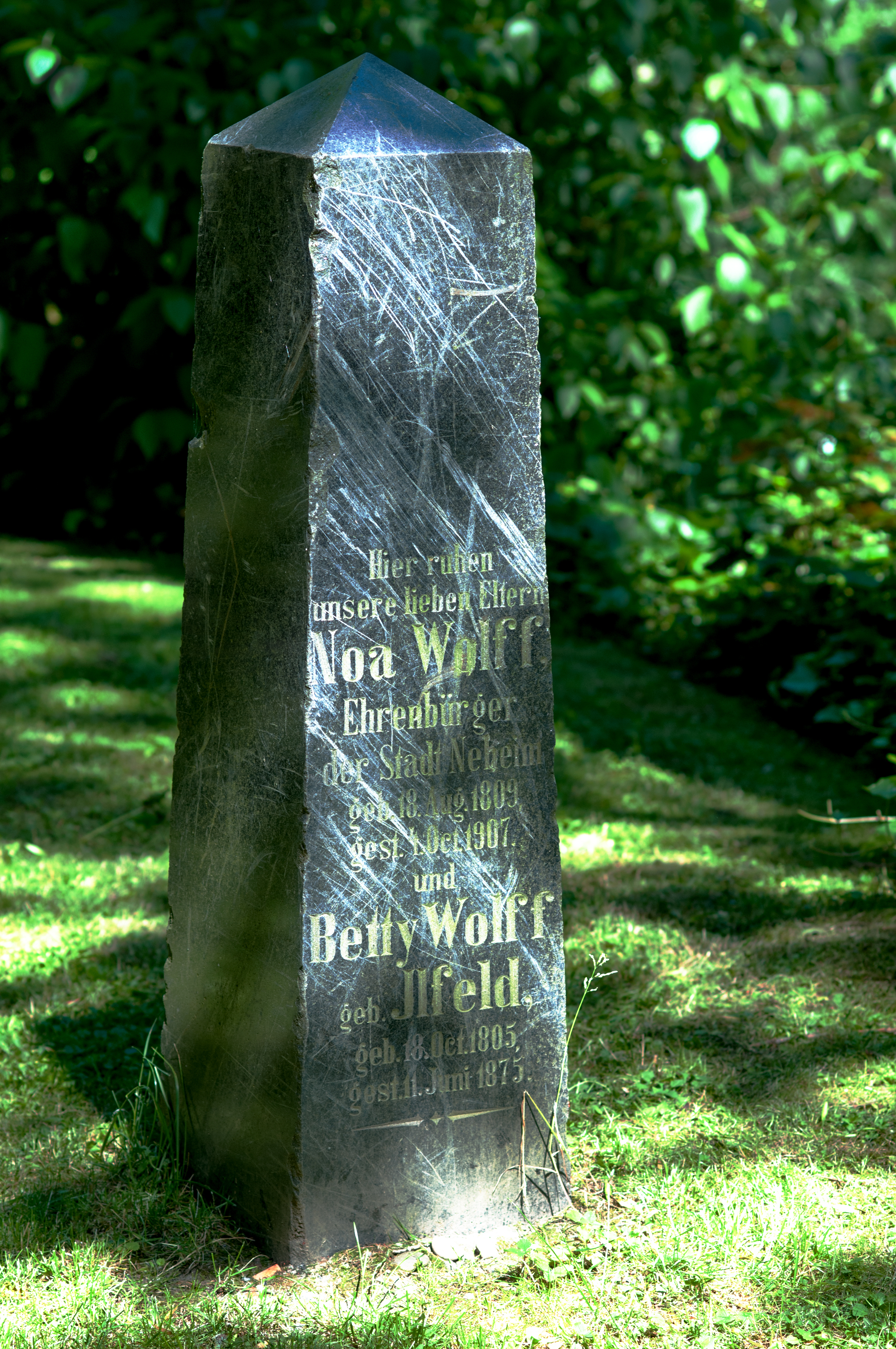
Grabstein des Ehrenbürgers Noa Wolff und seiner Frau Betty
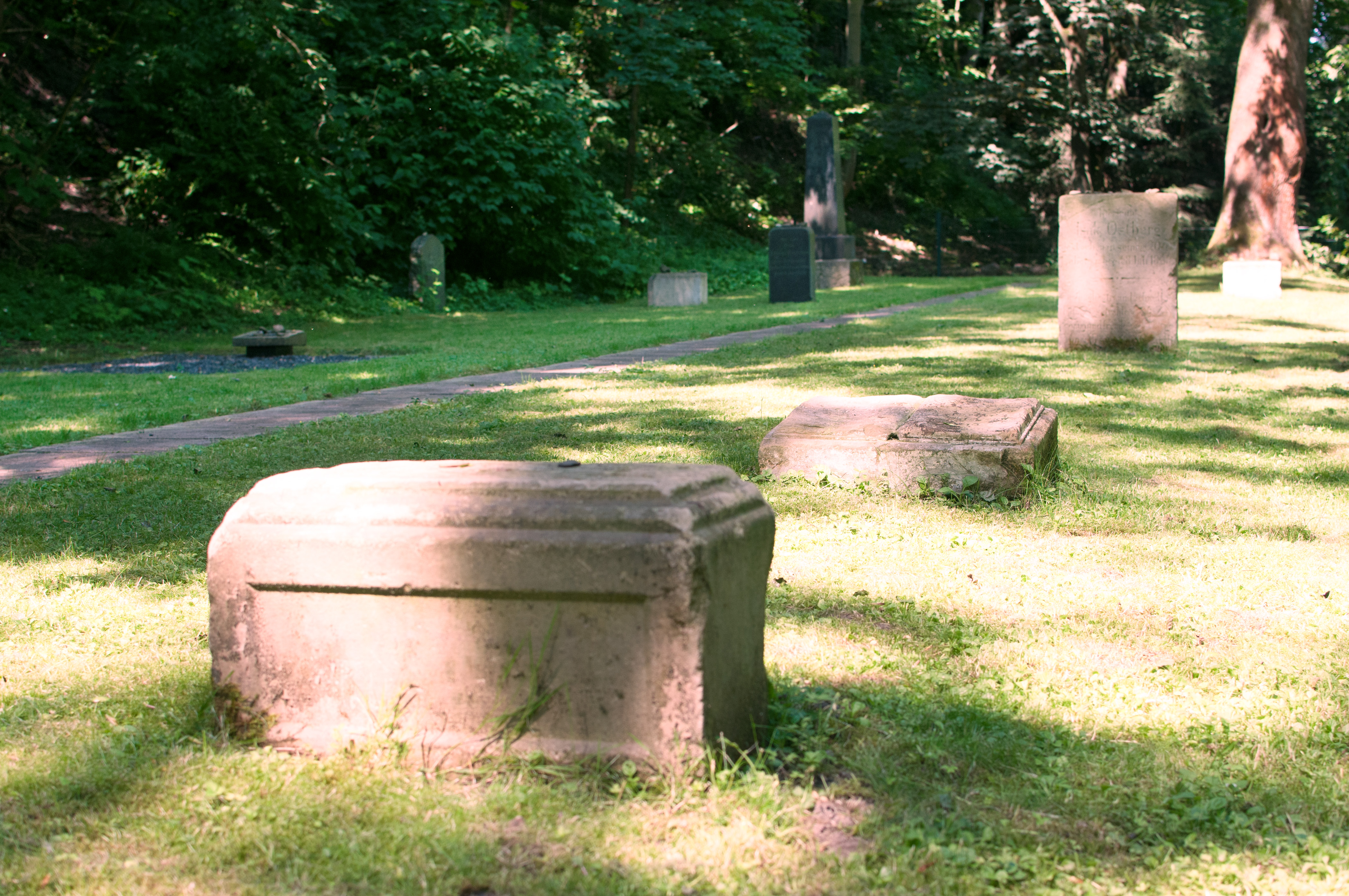
Grabsteine unbekannter Verstorbener, Ende 19. Jhdt.
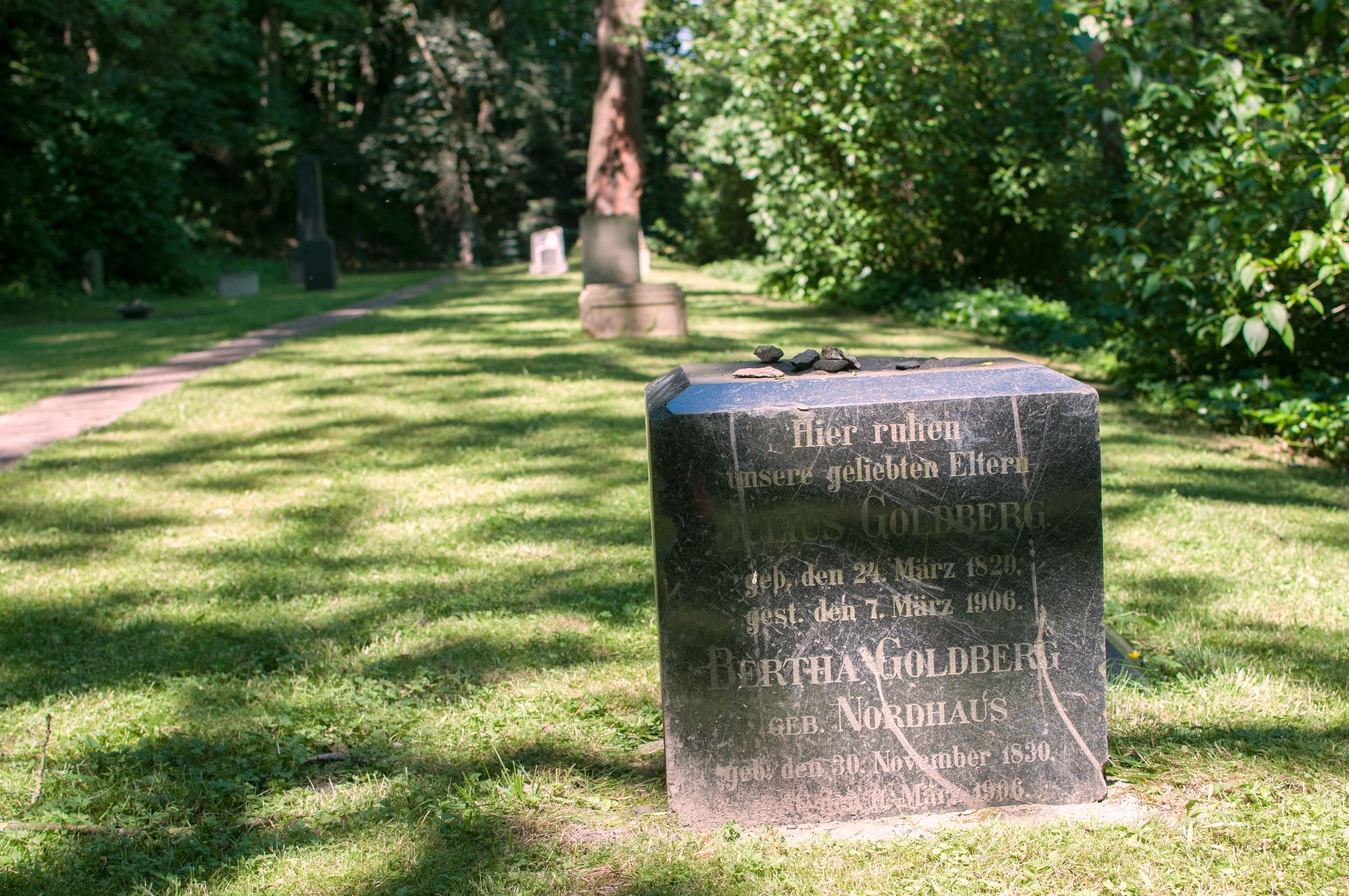
Grabstein von Julius und Bertha Goldberg